# 杭桂林
杭桂林（1954年8月—），男，蒙古族，辽宁朝阳人，中华人民共和国政治人物。中央民族学院中文系汉语言文学专业毕业，中共中央党校在职研究生学历。

## 生平
1982年加入中国共产党。历任内蒙古自治区党委宣传部副处长、调研室主任、办公室主任，自治区文化厅副厅长，自治区新闻出版局局长，自治区党委宣传部副部长，中共呼和浩特市委副书记，中共赤峰市委副书记、代市长、市长、市委书记等职。2011年1月因年龄到限改任内蒙古自治区人民代表大会常务委员会秘书长，2012年2月当选内蒙古自治区人大常委会副主任。